# Wang Saphung (huyện)
Wang Saphung (tiếng Thái: วังสะพุง) là một huyện (amphoe) ở trung bộ của tỉnh Loei, đông bắc Thái Lan.

## Lịch sử
Khwaeng Wang Saphung là một thành phố vệ tinh của Mueang Lom Sak. Đơn vị này thuộc Mueang Loei ngày 4 tháng 1 năm 1907.

## Địa lý
Các huyện giáp ranh (từ phía bắc theo chiều kim đồng hồ) là Mueang Loei, Erawan, Pha Khao, Nong Hin, Phu Luang và Phu Ruea của tỉnh Loei.
Nguồn nước chính ở đây là sôngLoei.  Khu bảo tồn đời sống hoang dã Phu Luang nằm ở phía tây huyện.

## Hành chính
Huyện này được chia thành 10 phó huyện (tambon), các đơn vị này lại được chia ra thành 141 làng (muban). Wang Saphung là một thị trấn (thesaban tambon) nằm trên một phần của the tambon Wang Saphung và Si Songkhram. Có 10 Tổ chức hành chính tambon.
| STT | Tên           | Tên tiếng Thái | Số làng | Dân số |  |
| --- | ------------- | -------------- | ------- | ------ |  |
| 1.  | Wang Saphung  | วังสะพุง         | 13      | 15.562 |  |
| 2.  | Sai Khao      | ทรายขาว        | 20      | 13.836 |  |
| 3.  | Nong Ya Plong | หนองหญ้าปล้อง    | 20      | 16.003 |  |
| 4.  | Nong Ngio     | หนองงิ้ว         | 9       | 5.030  |  |
| 5.  | Pak Puan      | ปากปวน         | 11      | 7.666  |  |
| 6.  | Pha Noi       | ผาน้อย          | 19      | 12.844 |  |
| 10. | Pha Bing      | ผาบิ้ง           | 6       | 4.543  |  |
| 11. | Khao Luang    | เขาหลวง        | 13      | 9.413  |  |
| 12. | Khok Khamin   | โคกขมิ้น         | 20      | 14.374 |  |
| 13. | Si Songkhram  | ศรีสงคราม       | 10      | 9.005  |  |

Các con số mất là tambon nay tạo thành huyện Erawan.